# Nemcsény
Nemcsény (szlovákul Nemčiňany) község Szlovákiában, a Nyitrai kerület Aranyosmaróti járásában.

## Fekvése
Aranyosmaróttól 10 km-re délkeletre, a Garammenti dombvidék északi részén, a Petendi-patak völgyében fekszik. Újpetend tartozik hozzá.

## Története
A régészeti leletek tanúsága szerint már a kőkorszakban is éltek itt emberek. A falutól nyugatra, a patak jobb partján a ludányi kultúrához tartozó embercsoport élt.
1232-ben II. András király oklevelében "Nenchez" néven említik először. Királyi udvarnokok faluja, majd több nemesi család birtoka volt, melyek közül a legjelentősebbek a palásti Bors család, a György és Dacsó családok voltak. A későbbiek során "Nempchen" (1258), "Nimchin" (1284), "Nemchyn" (1301), "Nemchen" (1327) alakban szerepel az oklevelekben. 1493-ban Palásthy György itteni  birtokát a garamszentbenedeki kolostornak adta. 1521-ben a nyitrai püspökség birtoka lett. 1534-ben a Dubraviczky, 1563-ban a Dóczy, majd a Topolcsányi, a 17. században pedig a Kosztolányi család birtoka lett. 1536-ban 8 adózó portája volt. A 16. században a töröknek adózott, majd a század végén az esztergomi káptalan birtoka volt. 1601-ben 77 ház állt a településen. 1646-ban már működött egyházi iskolája. 1663-64-ben 72 adózó háztartása 15050 ezüstakcse adót fizetett a töröknek. 1720-ban 19 adózó háztartása volt. 1828-ban 64 házában 416 lakos élt.
Vályi András szerint "NEMCSÍN. Nemcsáni. Elegyes falu Bars Várm. földes Ura az Esztergomi Káptalanbéli Uraság, lakosai katolikusok, fekszik Barshoz egy mértföldnyire, határja jó, vagyonnyai jelesek." 
Fényes Elek szerint "Nemcsény (Nemcsinani), tót f., Bars vgyében, Verebélytől északra 2 mfd. 430 kath., 12 evang. lak. Kath. paroch. templom. Nagy juh tenyésztés. Erdő. F. u. az esztergomi káptalan, és a Kosztolányi család."
A trianoni békeszerződésig Bars vármegye Aranyosmaróti járásához tartozott. 1958-ban Újpetendet csatolták hozzá.

## Népessége
| Év:            | 1994. | 2004.   | 2014.   | 2024.   |
| -------------- | ----- | ------- | ------- | ------- |
| Emberek száma: | 809   | 760     | 692     | 662     |
| Eltérés:       |       | -6,05 % | -8,94 % | -4,33 % |

| Év:            | 2023. | 2024.   |
| -------------- | ----- | ------- |
| Emberek száma: | 657   | 662     |
| Eltérés:       |       | +0,76 % |

1880-ban 538 lakosából 433 szlovák és 63 magyar anyanyelvű volt. Újpetend 168 lakosából 146 szlovák és 11 magyar anyanyelvű volt.
1890-ben 577 lakosából 474 szlovák és 87 magyar anyanyelvű volt. Újpetend 143 lakosából 125 szlovák és 17 magyar anyanyelvű volt.
1900-ban 567 lakosából 482 szlovák és 84 magyar anyanyelvű volt. Újpetend 162 lakosából 142 szlovák és 20 magyar anyanyelvű volt.
1910-ben 640 lakosából 489 szlovák és 147 magyar anyanyelvű volt. Újpetend 221 lakosából 189 szlovák és 32 magyar anyanyelvű volt.
1921-ben 723 lakosából 671 csehszlovák és 51 magyar volt. Újpetend 269 lakosából 255 csehszlovák és 13 magyar volt.
1930-ban 743 lakosából 733 csehszlovák és 7 magyar volt. Újpetend 248 lakosából 247 csehszlovák és 1 magyar volt.
1991-ben 811 lakosából 752 szlovák és 1 magyar volt.
2001-ben 784 lakosából 754 szlovák és 2 magyar volt.
2011-ben 695 lakosából 643 szlovák.

## Nevezetességei
- Mihály arkangyal tiszteletére szentelt római katolikus temploma a 13. század első felében épült, a 18. században barokk stílusban építették át. Reneszánsz keresztelő medencéje van.
- Szűz Mária szobra 1819-ben készült.
- Szent Vendel szobra a szőlőhegyen.
- A Kosztolányi család sírboltja.

## Külső hivatkozások
- Községinfó
- Nemcsény Szlovákia térképén
- E-obce.sk Archiválva 2007. október 31-i dátummal a Wayback Machine-ben